# Rohrdorf (Baviera)
Rohrdorf è un comune tedesco di 5 457 abitanti, situato nel land della Baviera. 
È gemellato con il comune di Rosate in provincia di Milano.